# Distretto di Partizánske
Il distretto di Partizánske (in slovacco: okres Partizánske) è uno dei 79 distretti della Slovacchia, situato nella regione di Trenčín, nella parte occidentale del Paese.
Fino al 1918, il distretto rappresentava la maggior parte del comitato di Tekov, mentre una piccola zona a nord apparteneva al comitato di Nyitra.

## Geografia antropica
Il distretto è composto da 1 città e 22 comuni:

### Città
- Partizánske

### Comuni
- Bošany
- Brodzany
- Chynorany
- Hradište
- Ješkova Ves
- Klátova Nová Ves
- Kolačno
- Krásno
- Livina
- Livinské Opatovce
- Malé Kršteňany

- Malé Uherce
- Nadlice
- Nedanovce
- Ostratice
- Pažiť
- Skačany
- Turčianky
- Veľké Kršteňany
- Veľké Uherce
- Veľký Klíž
- Žabokreky nad Nitrou